# Всеробітземліс
Всеробітземліс — всеросійська спілка робітників землі і лісу (від 1926 — профспілка сільськогосподарських і лісових робітників, а з жовтня 1930 — профспілка сільськогосподарських робітників). Профспілкова організація пролетарських і напівпролетарських верств (наймитів, робітників радгоспів, лісництв, земельних та лісових установ, а пізніше — МТС) та фахівців сільського та лісового господарства, створена в Україні відповідно до директив ЦК РКП(б) за рішенням IV конференції КП(б)У (березень 1920). Мета організації — залучення робітників та спеціалістів до соціалістичної реконструкції сільського господарства. Керівниками профспілки в Україні були Л. Кедер (голова Південбюро й Укрбюро), К. Тараненко (голова Всеукраїнського центрального правління) та інші. Після приєднання до неї профспілки цукровиків стала єдиною профспілкою працівників сільського господарства, 1932 року розукрупнена на галузеві спілки робітників землеробських радгоспів, тваринницьких радгоспів, цукрової промисловості, МТС і наймитів.